# هانی دیجون
هانی دیجون (به انگلیسی: Honey Dijon) دی‌جی آمریکایی است.
او یک زن ترنس است.